# Kalaphanta
Kalaphanta (nep. कालाफाँटा) – gaun wikas samiti w zachodniej części Nepalu w strefie Bheri w dystrykcie Banke. Według nepalskiego spisu powszechnego z 2001 roku liczył on 665 gospodarstw domowych i 3818 mieszkańców (1825 kobiet i 1993 mężczyzn).